# Flakstadøy
Flakstadøy ist eine der äußersten Inseln des Lofotenarchipels und der zum norwegischen Fylke Nordland gehörenden Kommune Flakstad. Im Osten trennt der Sund Nappstraumen Flakstadøy von Vestvågøy und im Westen der Sundstraumen von Moskenesøy.
Die E 10 wird durch den 1990 erbauten 1776 m langen Nappstaumtunnel herangeführt. Moskenesøy wird durch die den Sundstraumen überspannende, 2003 errichtete Hängebrücke „Kråkern bru“ erreicht.

## Landschaft
Der Flakstadpollen, der Storvatnet und Bottelvika bei Nusfjord einerseits, sowie der Skjelfjord andererseits schneiden die Insel in drei Teile. Ein bizarres Gebirgsmassiv erstreckt sich im mittleren Inselteil von Nord nach Süd. Auf der Nordseite um den Skjelfjord besitzt die Insel flache Wiesen mit den für die Nord-West-Küste der Lofoten typischen Sandstränden. Die Süd-Ost-Seite wird von einer felsig-kargen Bergwelt am Vestfjord bestimmt, wo aber durch die Föhnwinde der hohen Berge mehr Sonnentage im Jahr zu finden sind. Die höchsten Gipfel neben den Stjerntinden heißen Stortinden (866 m), Bjørntinden (802 m) und Stabben (777 m).
Die Mitternachtssonne ist hier vom 27. Mai bis zum 17. Juli am besten an den Stränden der Nord-West-Seite zu bestaunen. Neben dem Hauptort Ramberg gibt es weitere Orte: Nusfjord, Napp, Sund, Nesland, Vikten und Flakstad.

## Allgemeines
Flakstad war früher wegen der Kreuzkirche Zentrum der Inselgemeinde. Ein Vorgängerbau wird bereits 1413 erwähnt. Die idyllisch verstreut liegenden Gehöfte sind nur vier Kilometer vom heutigen Hauptort Ramberg entfernt.
Der Sage nach strandete 1430 ein schottischer Frachtsegler mit russischem Bauholz an der Nordseite der Lofoten. Das Holz trieb im nahegelegenen Fredvang auf Moskenesøy an Land. Es wurde dort sofort mit dem Bau einer Kirche begonnen, die, erst halbfertig, wieder von einem Sturm fortgerissen wurde. Das Holz wurde abermals weggetrieben und trieb bei den Flakstadhöfen an den Strand. Nun war der Kirchort definitiv durch Gottes Fügung bestimmt und man vollendete den Bau dort. So weit die Sage, die so oder ähnlich von vielen Küstenkirchen im ganzen Christentum erzählt wird ... Wahrscheinlich eine Umschreibung für Piraterie um das auf den baumlosen Eilanden hochbegehrte Baumaterial Holz.
In der Nähe, in Indre Skjelfjord, wurde den Opfern des Zweiten Weltkrieges und vor allem den auf See von 1800 bis 1930 gebliebenen Fischern und Seeleuten ein Denkmal gesetzt. Aus diesen 130 Jahren gibt es nur wenig Gräber männlicher Verstorbener auf dem Kirchfriedhof.

## Bildergalerie

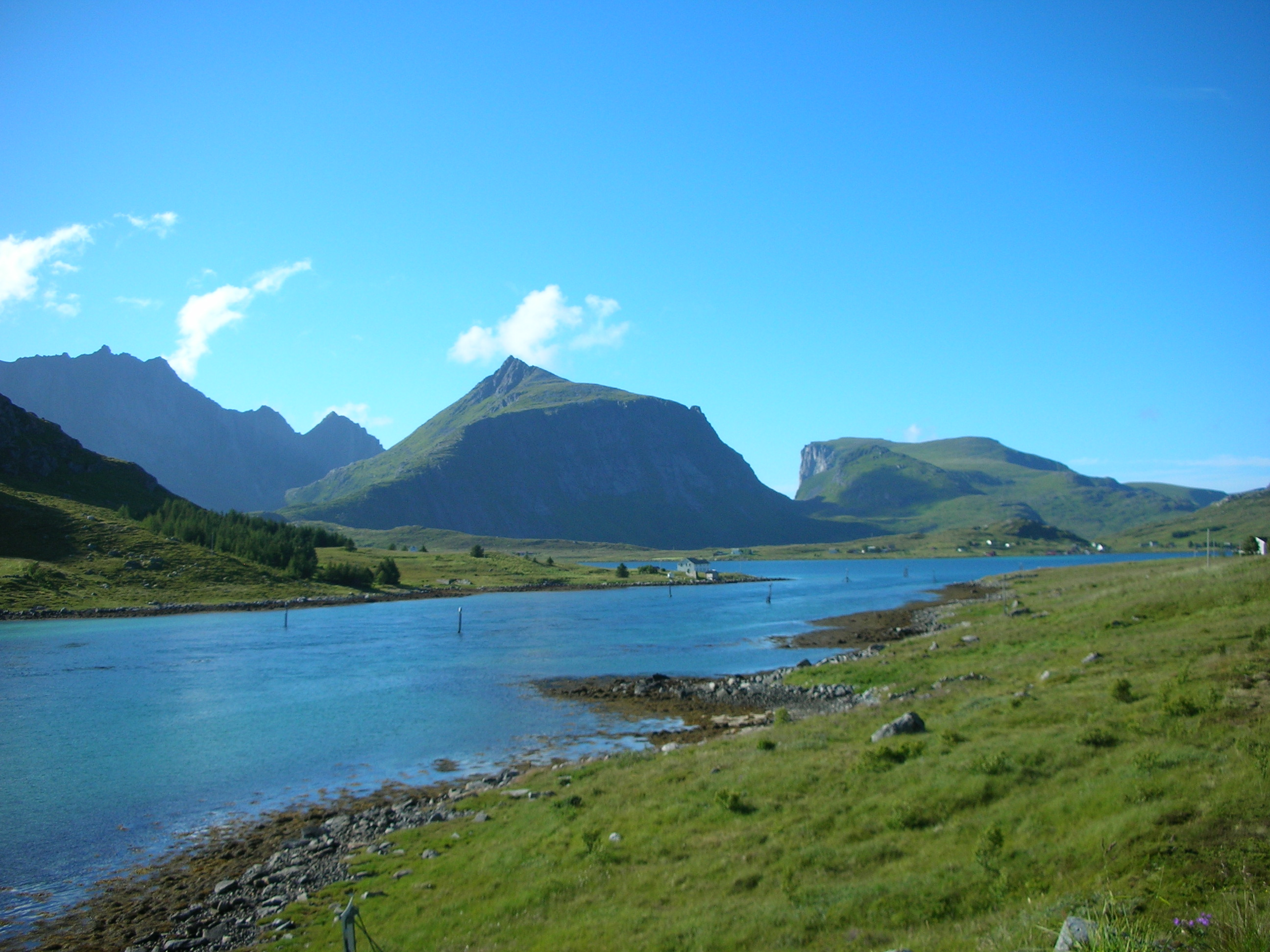
Sundstraumen bei Andopneset
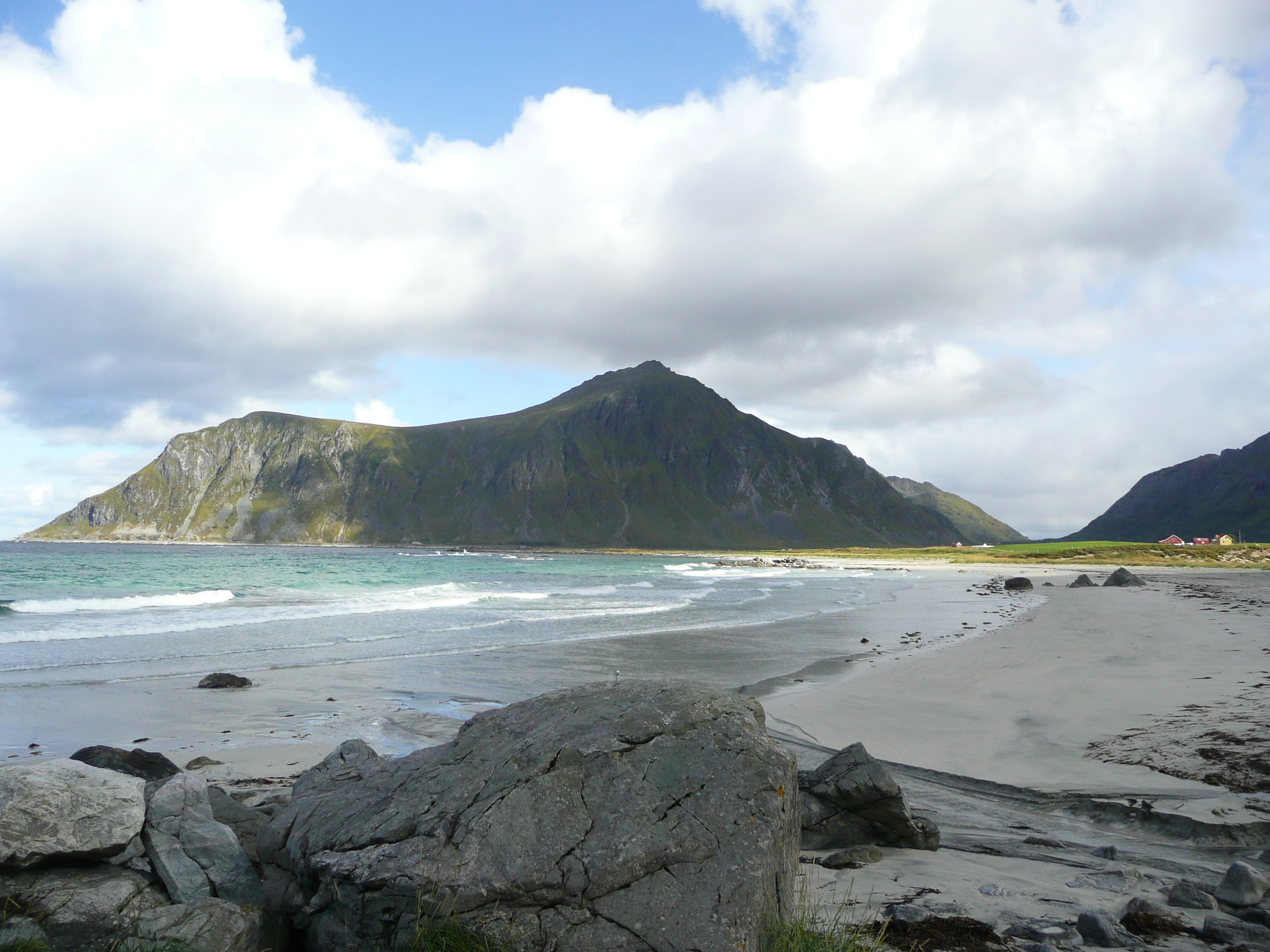
Sandstrand bei Ramberg
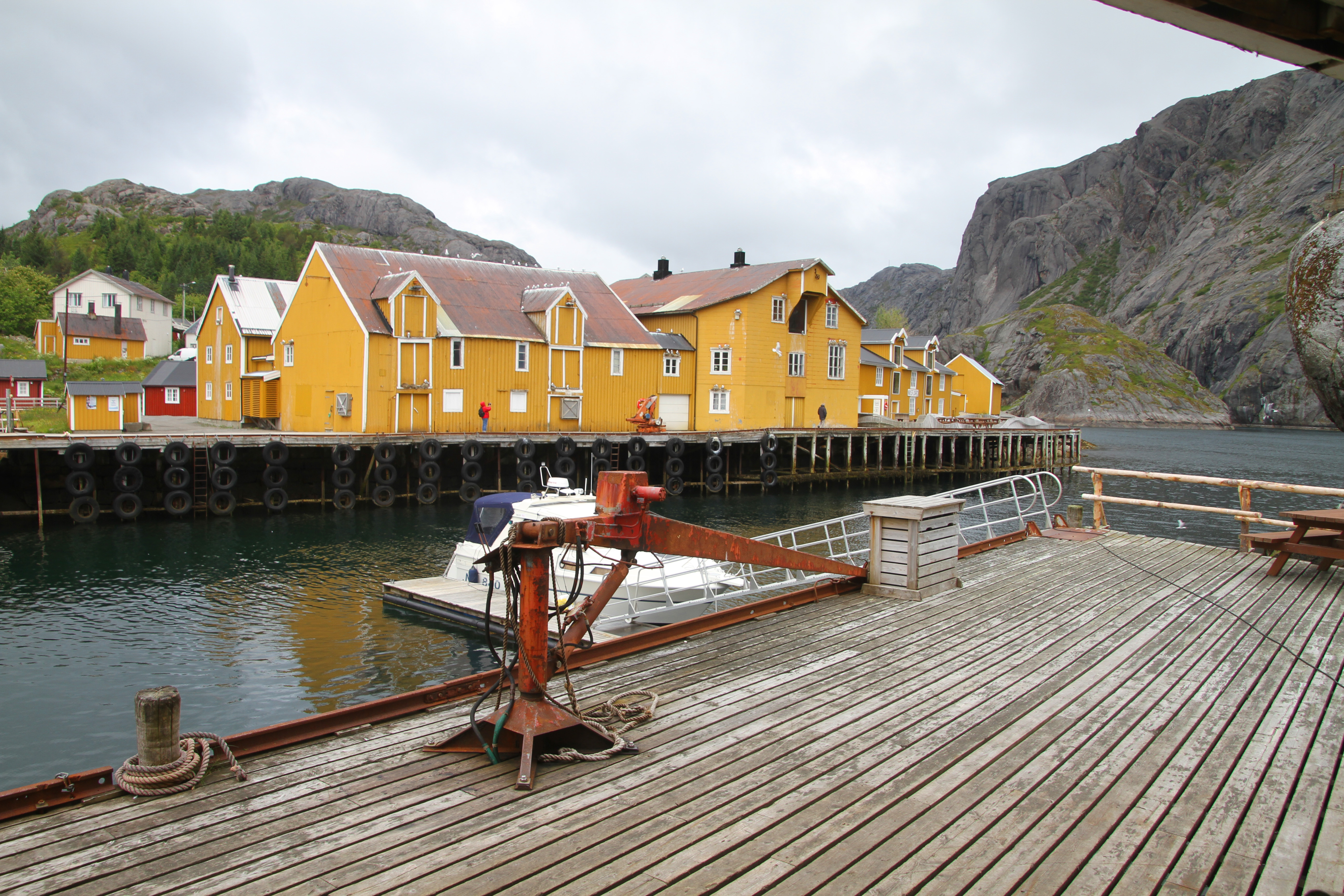
Lagerhaus in Nusfjord
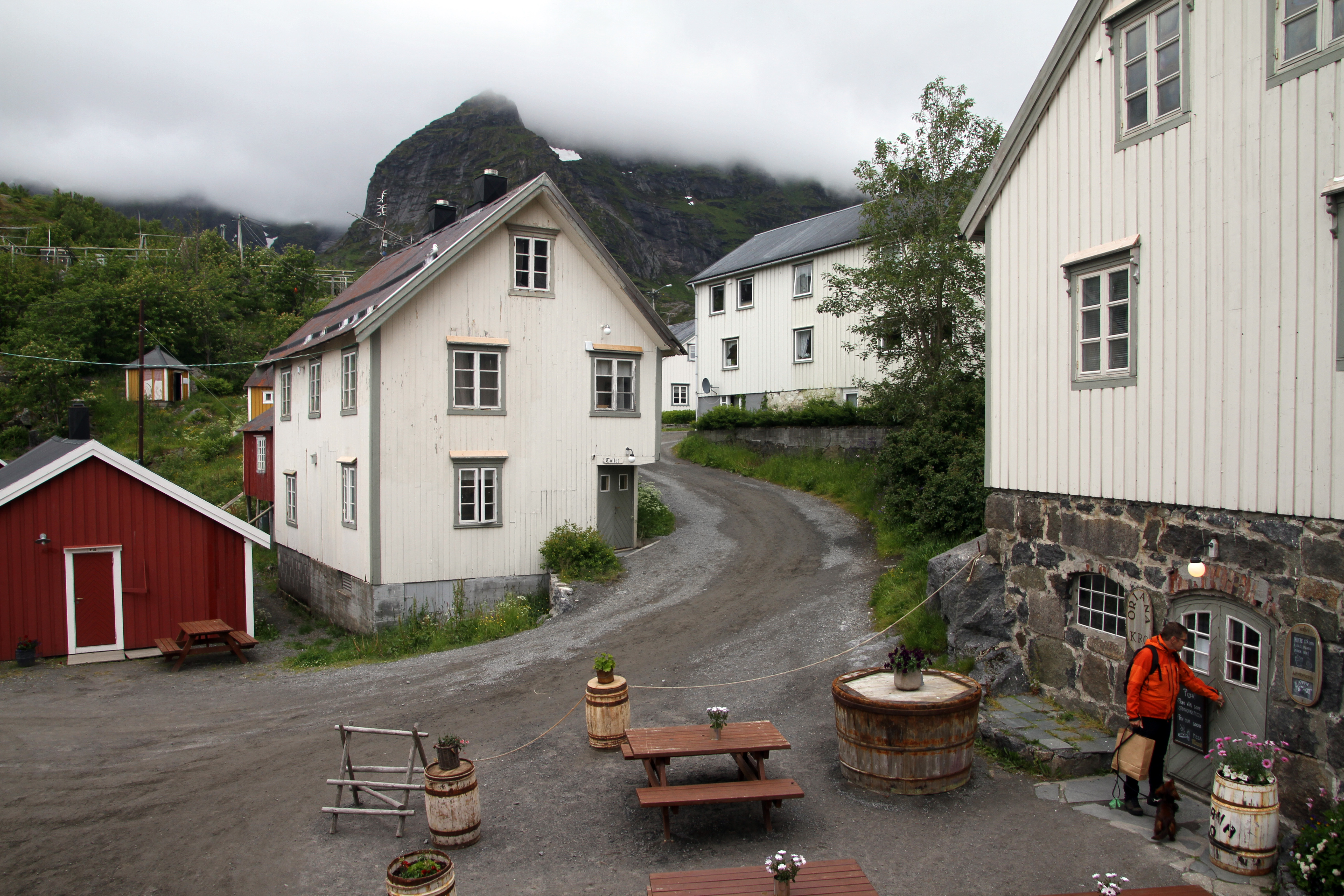
Biergarten in Nusfjord
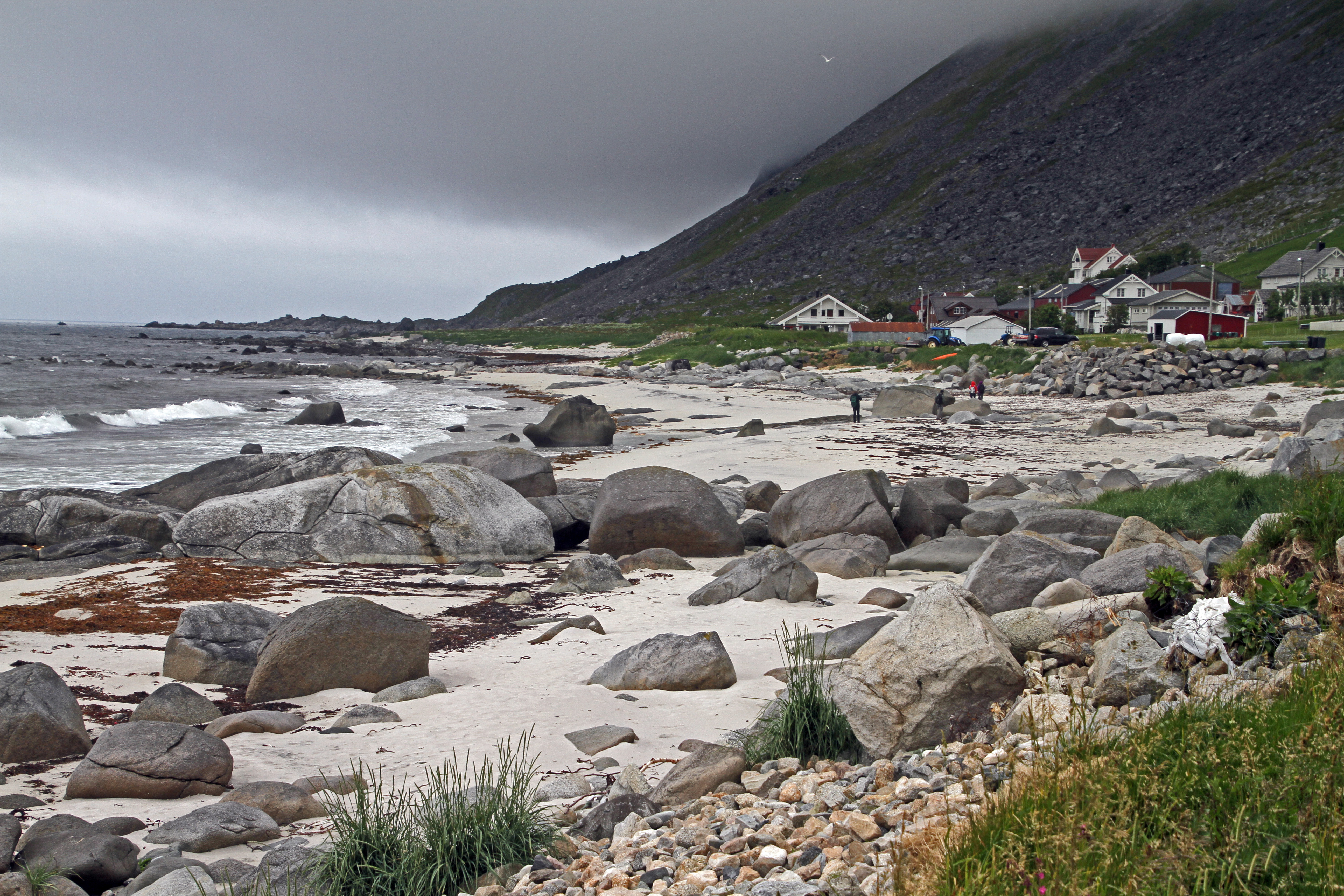
Küste in Vikten